# Corinne Le Goff
Pour les articles homonymes, voir Le Goff.
Corinne Le Goff, née le 24 septembre 1965 à Nantes, est une dirigeante de sociétés franco-américaine dans le domaine de l'industrie pharmaceutique et des biotechnologies. Elle est mariée et a deux enfants.
Depuis le 1er juin 2015, elle est Senior vice-présidente et mandataire de l'entreprise américaine Amgen.

## Biographie

### Formation
Corinne Le Goff obtient en 1991 un doctorat en pharmacie à l'université Paris-Descartes et en 1995 une maîtrise en administration des affaires à l’Institut européen d'administration des affaires, complétés par un Master à l'INSEAD,  et des formations en finance de l'université Kellogg et de l'université des sciences et technologies de Hong Kong.

### Parcours professionnel
Corinne Le Goff a commencé sa carrière en recherche au CNRS à Gif-sur-Yvette où elle travaille au sein de l'équipe du Pr Pierre Potier sur la synthèse d'anti-tumoraux. 
Elle rejoint ensuite l'industrie pharmaceutique où elle occupera différents postes .
En 1990, elle est chef de produits chez Aventis, avant de rejoindre Pfizer aux États-Unis, en tant que directrice marketing des soins endocriniens. Puis elle rejoint le groupe Sanofi-Aventis toujours aux États-Unis, en septembre 2002. Elle est nommée directrice exécutive, chargée de la commercialisation des nouveaux produits, en mars 2004, avant d’assurer la vice-présidence de la franchise SNC pour les États-Unis dès octobre 2004. 
Elle travaille ensuite au sein des laboratoires Merck Serono : elle est durant trois ans Senior vice-présidente des Franchises Globales  Neurologie & Immunologie.
Puis en septembre 2011, elle rejoint les laboratoires Roche, d’abord comme Senior vice-présidente du pôle thérapeutique Neuroscience Stratégie Produit mondiale, avant de prendre la présidence de Roche France SAS en juin 2012.
Elle est nommée administratrice de la Compagnie française de l'Afrique occidentale (CFAO) le 28 octobre 2014.
Le 1er juin 2015, elle est nommée Senior vice-présidente et responsable de la région Europe de l'entreprise américaine Amgen. Elle est ensuite nommée en 2018 Senior vice-présidente de la Stratégie mondiale du portefeuille de produits puis en 2019 elle est promue à la tête de la filiale américaine d'Amgen en charge d'un chiffre d'affaires de plus de $18 milliards.

### Autres activités
Elle a été membre du comité de filière « Industries et technologies de santé » au ministère chargé de l’Économie, de l’Industrie et du Numérique, Présidente du LIR , Membre du conseil d'administration du LEEM et de l'EFPIA European Markets Committee.
Elle est aujourd'hui au board du Healthcare Leadership Council à Washington DC et du Pacific Council on International Policy
Elle est membre du think-tank Le Siècle

## Distinction
Le 1er janvier 2014, Corinne Le Goff est nommée chevalier de l'ordre national de la Légion d'honneur au titre de ses « 23 années de services ».